# Журавенка
Журавенка (в истоке — Попов ручей) — река в России, в Москве и Московской области, левый приток Битцы. Исток расположен в районе Бирюлёво Восточное Южного административного округа Москвы, устье — в Ленинском районе Московской области на территории городского поселения Видное. Является самым крупным притоком Битцы, в бассейне Журавенки находится 8 водоёмов. Правыми притоками реки являются овраги Никольский, Суслов и Гузеев.
По сообщению Юрия Андреевича Насимовича, Попов ручей является истоком реки Журавенки. Он начинается двумя водотоками возле юго-западной и юго-восточной окраин Бирюлёвского леса, протекает через деревню Ближние Прудищи и впадает в Герценский пруд. Журавенка вытекает из этого водоёма и движется на юг. Длина реки вместе с истоком составляет 6 км, из которых 2,2 км река протекает как Попов ручей по территории Москвы. Площадь водосборного бассейна реки равна 10—12 км².
Водоток в коллекторе южнее Герценского пруда пересекает МКАД и выходит за пределы города. Далее в открытом течении река проходит восточнее Павелецкого направления Московской железной дороги. Устье расположено у развязки улиц Старонагорной и Школьной на территории города Видное.
Точная версия происхождения названия не установлена, гидроним датируется началом XVIII века и, вероятно, происходит от латышских слов «zure», «zura» — «грязная вода», «zuret» — «течь». Для Московского региона название Журавенка в различных вариациях вполне характерно. Некоторые аналоги отмечены в писцовых книгах в качестве Жаровен, что указывает на связь со словом «жар» — гарь, участок выгоревшего леса. По другой версии, гидроним Журавенка пошёл от русского диалектизма «журава» — «клюква», широко употребляющимся в восточнославянской топонимии.